# 칠현산 (경기)
칠현산(七賢山)은 대한민국 경기도 남부 지역에 위치한 금북정맥의 산이다. 해발 516.2m이다. 안성시 금광면과 죽산면에 걸쳐 있다.

## 산의 위치
서쪽은 안성시 삼죽면(三竹面)·금광면(金光面), 북쪽은 일죽면(一竹面)·용인시 백암면(白岩面)이 한문에 들어오고 동쪽은 충북 음성군 삼성면(三成面), 남쪽은 진천군 만승면(萬升面)을 바라 볼 수 있다.  충청북도와의 경계를 이루는 차령산맥에는 서운산(瑞雲山, 547m)을 최고봉으로 500m 안팎의 산지가 솟아 있고, 이 산맥 중의 덕성산(德成山, 519m)에서 북쪽으로 올라가면 칠현산(七賢山, 516.2m)·칠장산(七長山, 492m)·도덕산(道德山, 366m) 등이 솟아 있으며, 이들 산세가 형성하는 능선을 따라 안성시는 동서 2개의 지형구로 나뉜다.
죽산면의 대부분이 도덕산(道德山, 661m)·칠현산(七賢山, 516.2m)·관해봉(觀海峰, 453m)·죽림산(竹林山)·산박골산 등 높고 낮은 산지이고 북동쪽 및 북서쪽 일부 죽산천(竹山川)·장암천(長岩川) 연안과 금강(錦江) 수계에 속하는 칠장천(七長川)·개좌천(介座川)이 이루는 산간 계곡에 약간의 농경지가 펼쳐져 있다.

## 전해오는 이야기
경기도 금광면과 죽산면 · 삼죽면에 걸쳐 있듯이 경기도 안성시의 동남쪽 칠현산 위쪽에 위치한 산이 바로 칠장산(492m)이다. 이 산 북쪽으로 한남정맥이 분기한다. 
옛날부터 같은 산줄기로 서로 가까이에 있는 산이기에 칠장산과 칠현산을 혼동하여 함께 칠현산으로 불렀다. 하지만 조선 시대 어느 권력자가 이 산 일대를 임금으로부터 하사받은 후 칠장사 뒤쪽의 산이라 하여 칠장산이라고 부르게 되었다고 전해진다.
조선 시대 지리지나 고지도에는 칠장산이란 지명이 나오지 않아 확인할 수 없지만 그 기슭에 있는 칠현산 칠장사(七長寺)라는 사찰에 대해서는 기록으로 확인할 수 있다.
신라의 고승 자장율사가 646년에 창건했다고 전해지는 칠현산 칠장사는 혜소국사가 일곱 도적을 감화시켜 수도승을 만들었다는 전설이 있는 사찰이지만 일곱 사람의 힘센 장정이라는 ‘칠장(七長)’이란 의미가 있다는 얘기도 전해지고, 일곱 사람의 어진 사람이 나왔다는 의미의 칠현산(七賢山)이 되었다는 얘기도 전해지고 있다.

## 산행코스 정보
신대마을에서 칠장사와 칠현산으로 오르는 길은 빼어난 경치 때문에 서울을 비롯한 수도권 등산객들이 많이 찾는다. 칠장산에서 칠현산 정상으로 이어지는 능선은 산죽과 하늘을 가리는 울창한 수림을 형성하고 있다.
등산로가 잘 조성돼 있어 노약자들도 산 정상에 오를 수 있다.
등산코스는 크게 두가지로 나뉜다. 코스별로 4~5시간 소요된다.
- 신대정류장 ~ 칠장사 ~ 칠장산 ~ 칠현산 ~ 덕성산 ~ 삼거리 ~ 곰내미 ~ 동막 ~ 극락정류장
- 미장리 정류장 ~ 신미창고 ~ 사거리 ~ 칠장산 ~ 칠현산 ~ 덕성산 ~ 시간마을회관 정류장

칠현산만 등산하고 싶다면 신대정류장~명적암~칠현산 코스를 선택하면 되며 정상까지 1시간10분가량 걸린다. 죽산터미널·안성터미널 등에서 등산로 입구나 칠장사를 오가는 버스가 자주 다닌다.

## 같이 보기
- 한국의 산
- 법화산 (경기)
- 석성산 (경기)
- 칠장산 (경기)
- 성거산
- 한남금북정맥